# Saddle Mountain Roundup
Saddle Mountain Roundup è un film del 1941 diretto da S. Roy Luby.
È un film western statunitense con Ray Corrigan (accreditato come Ray 'Crash' Corrigan), John 'Dusty' King e Max Terhune (accreditato come Max 'Alibi' Terhune). Fa parte della serie di 24 film western dei Range Busters, realizzati tra il 1940 e il 1943 e distribuiti dalla Monogram Pictures.

## Produzione
Il film, diretto da S. Roy Luby su una sceneggiatura di Earle Snell e John Vlahos con il soggetto di William L. Nolte, fu prodotto da George W. Weeks per la Monogram Pictures tramite la società di scopo Range Busters e girato nel ranch di Corriganville a Simi Valley in California nel luglio del 1941. I brani della colonna sonora The Doggone Dogie Got Away e That Little Green Valley of Mine furono composti da John "Dusty" King (parole) e Jean George (musica), Little Brown Jug da Joseph E. Winner.

## Distribuzione
Il film fu distribuito negli Stati Uniti dal 29 agosto 1941 al cinema dalla Monogram Pictures.

## Promozione
Le tagline sono:
- "MURDER On The Rampage As Rangebuster Guns Bark Defiance Of Prairie Gangland".
- "It's a six-gun serenade...as three riotous rangebusters spit lead at western outlaws!".